# Понсе-лез-Ате
Понсе́-лез-Ате (фр. Poncey-lès-Athée) — коммуна во Франции, находится в регионе Бургундия. Департамент коммуны — Кот-д’Ор. Входит в состав кантона Осон. Округ коммуны — Дижон.
Код INSEE коммуны — 21493.

## Население
Население коммуны на 2010 год составляло 570 человек.
| 1962 | 1968 | 1975 | 1982 | 1990 | 1999 | 2010 |
| ---- | ---- | ---- | ---- | ---- | ---- | ---- |
| 382  | 370  | 357  | 365  | 380  | 396  | 570  |

## Экономика
В 2010 году среди 361 человека трудоспособного возраста (15—64 лет) 276 были экономически активными, 85 — неактивными (показатель активности — 76,5 %, в 1999 году было 72,7 %). Из 276 активных жителей работали 252 человека (137 мужчин и 115 женщин), безработных было 24 (10 мужчин и 14 женщин). Среди 85 неактивных 26 человек были учениками или студентами, 37 — пенсионерами, 22 были неактивными по другим причинам.